# اریک جویسل
اریک جویسل (Novemberric Joisel) (15 نوامبر 1956 – 10 اکتبر 2010) هنرمند اریگامی فرانسوی بود که در روش اوریگامی مرطوب ، ایجاد مجسمه های هنری فیگوراتیو با استفاده از ورق های کاغذ و آب ، بدون استفاده از چسب یا قیچی تخصص داشت.

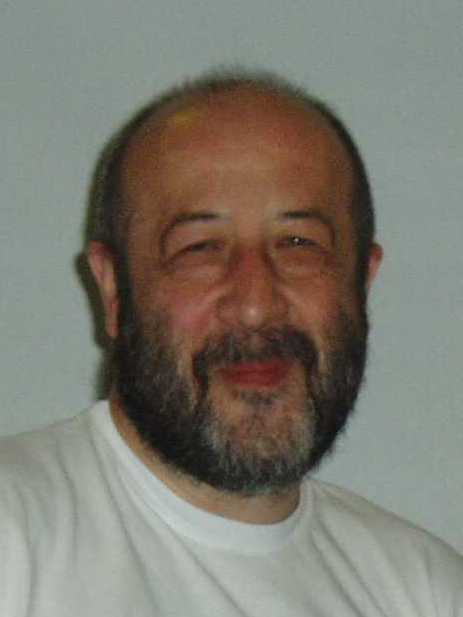
Eric Joisel

## اوایل زندگی
جویسل در 15 نوامبر 1956 در مونتمورنسی ، وال د اویز ، کمون در حومه شمالی پاریس به دنیا آمد و قبل از روی آوردن به هنر ، تحصیلات خود را بر روی تاریخ و قانون متمرکز کرد. تجربه اولیه او در دنیای هنر ، مجسمه سازی ، استفاده از اشکال سنتی خاک رس و سنگ بود.

## حرفه
او برای نخستین بار در دهه 1980 اشکال منحصر به فرد ایجاد شده توسط آکیرا یوشیزاوا ، استاد بزرگ اوریگامی ژاپنی را که بیش از 50000 مدل خلق کرده بود ، کشف کرد و روش جمع کردن مدل های مرطوب را ایجاد کرد که اجازه می داد مجسمه های گرد سه بعدی ایجاد شود. جویسل با روشی که آثار یوشیزاوا روشهای قدیمی اریگامی و اشکال استاندارد مجسمه سازی را مخلوط کرده است ، بدون ایجاد برش و استفاده از چسب ، از کاغذ مرطوب شکل های رسا ایجاد می کند. 

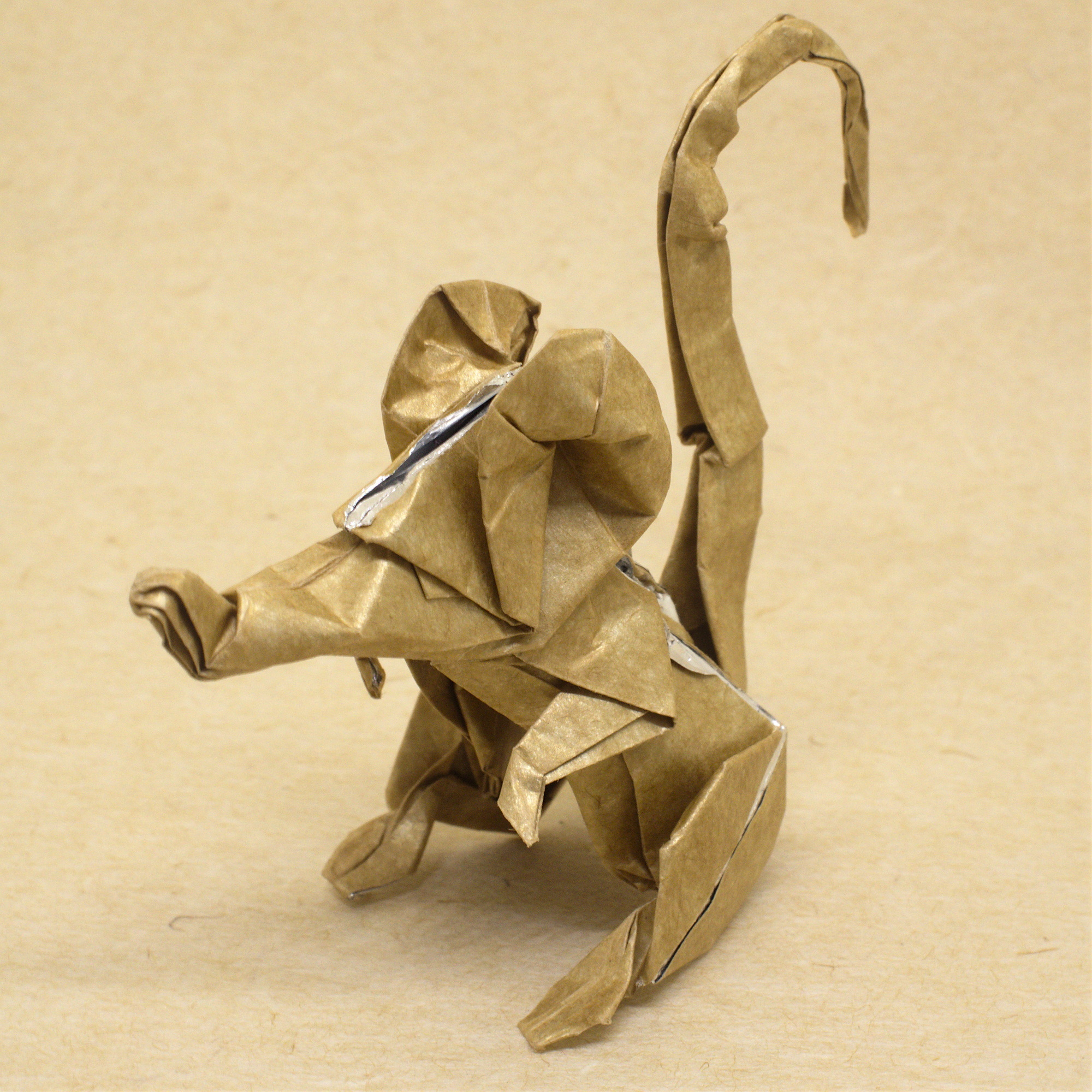
موش اوریگامی

جویسل در دهه 1990 به کار کاغذ روی آورد و باقیمانده کار خود را به خلق هنر اریگامی با استفاده از روش های خودآموزش روش تاهای مرطوب که یوشیزاوا توسعه داده و اصلاح کرده بود ، اختصاص داد.  وی پس از از دست دادن شغل خود به عنوان مدیر یک شرکت چاپ ، زندگی خود را وقف اوریگامی کرد.  او که در یک خانه کوچک زندگی می کرد ساعت ها وقت خود را به طراحی دقیق و جزئیات هر قطعه اریگامی اختصاص داد. او می توانست به اندازه سالها برای تهیه نقشه های یکی از قطعات اصلی اریگامی خود ، با یک قطعه واحد ایجاد شده در طی چند روز یا هفته ها ، شامل صدها برابر دقیق برنامه ریزی شده و اجرا شده بر روی ورق های کاغذ باشد که می تواند به همان اندازه باشد به عنوان ۱۵ فوت (۴٫۶ متر) ۲۵ فوت (۷٫۶ متر) برای ایجاد ارقامی که از اندازه دست شخص تا اندازه واقعی متغیر است ، در حالی که تعداد آنها بیش از ۱۲ اینچ (۳۰ سانتیمتر) بلند اگرچه کارهای وی در موزه لوور به نمایش درآمد و مجموعه داران از سراسر جهان برای برخی از مجسمه های اوریگامی خود به اندازه هزاران دلار پول پرداخت کردند ، اما زمان بسیار زیادی که برای هر اثر اختصاص داده شده بود ، به این معنی بود که درآمد انچنانی ندارد . قطعات مضمونی که وی با دست ساخته بود شامل ارقام کمدی دلارته و مجسمه هایی با ارتفاع پا از نوازندگان بود که هرکدام دارای یک ساز موسیقی دقیق بودند.  
جویسل بسیاری از نقشه های طراحی مدل های خود را منتشر کرد ، و نگاهی به سطح فوق العاده ای از جزئیات و دقت دارد که "هنر او را همزمان قابل دسترسی و غیرقابل دستیابی می کند". در مراسم ترحیم وی ، نیویورک تایمز دستورالعمل هایی در مورد چگونگی کپی کردن یکی از چهره های جوزل یک موش صحرایی داشت ، اگرچه در آن اشاره شده بود که "هیچ فرد غیر روحانی حتی نباید به خارپشت فکر کند". 
جویسل در مستند Between the Folds ، فیلمی از ونسا گولد در سال 2009 درباره دنیای مدرن هنرمندان اوریگامی حضور داشت.

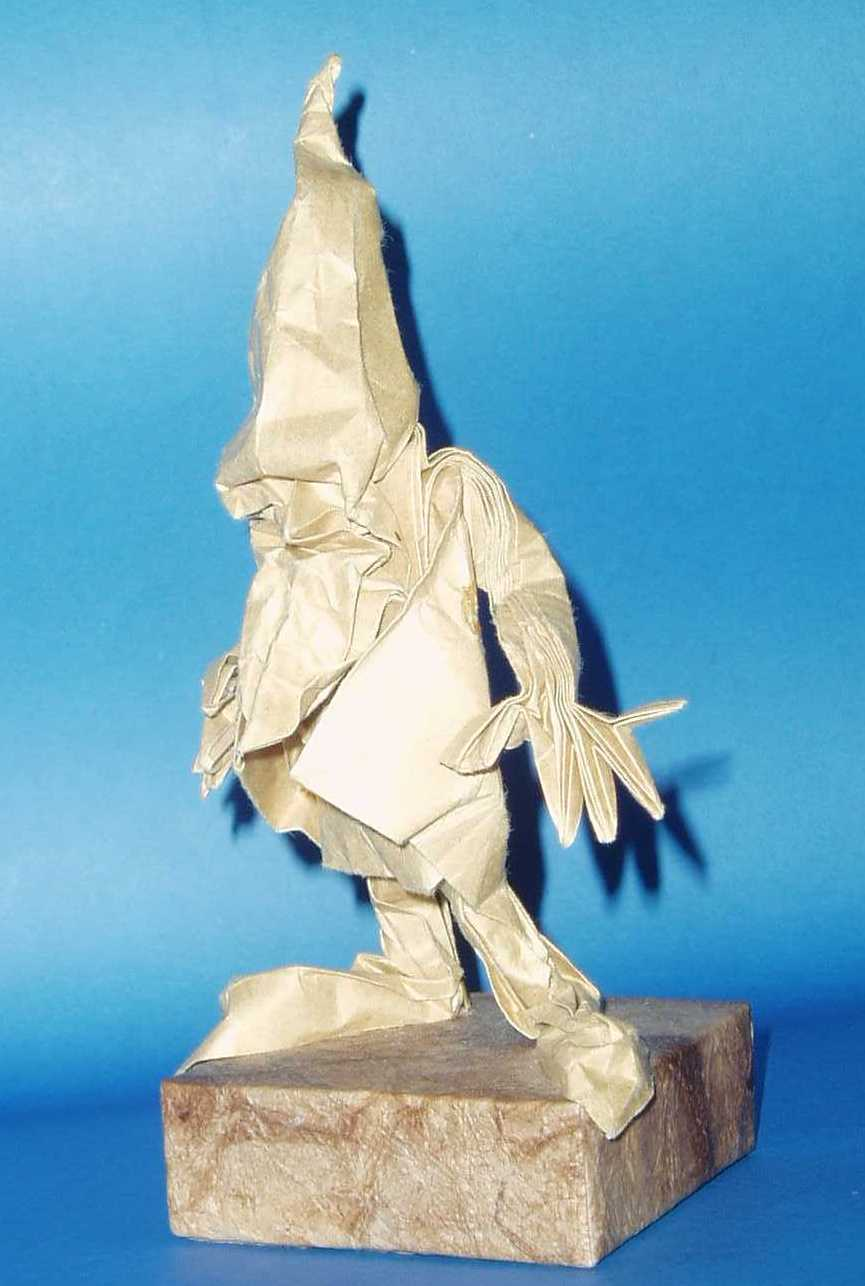
جویسل کوتوله اول

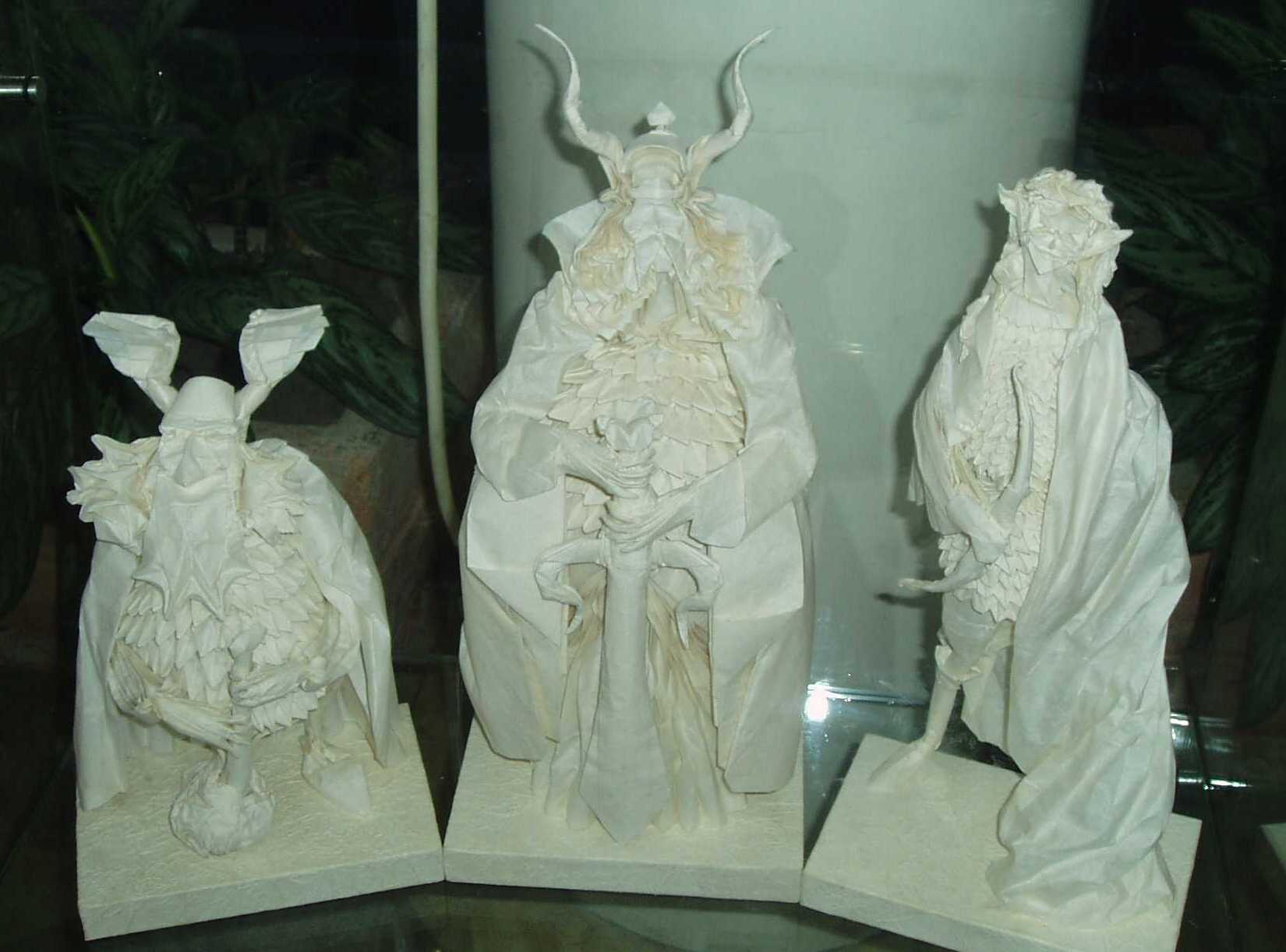
سه پادشاه - از ارباب حلقه

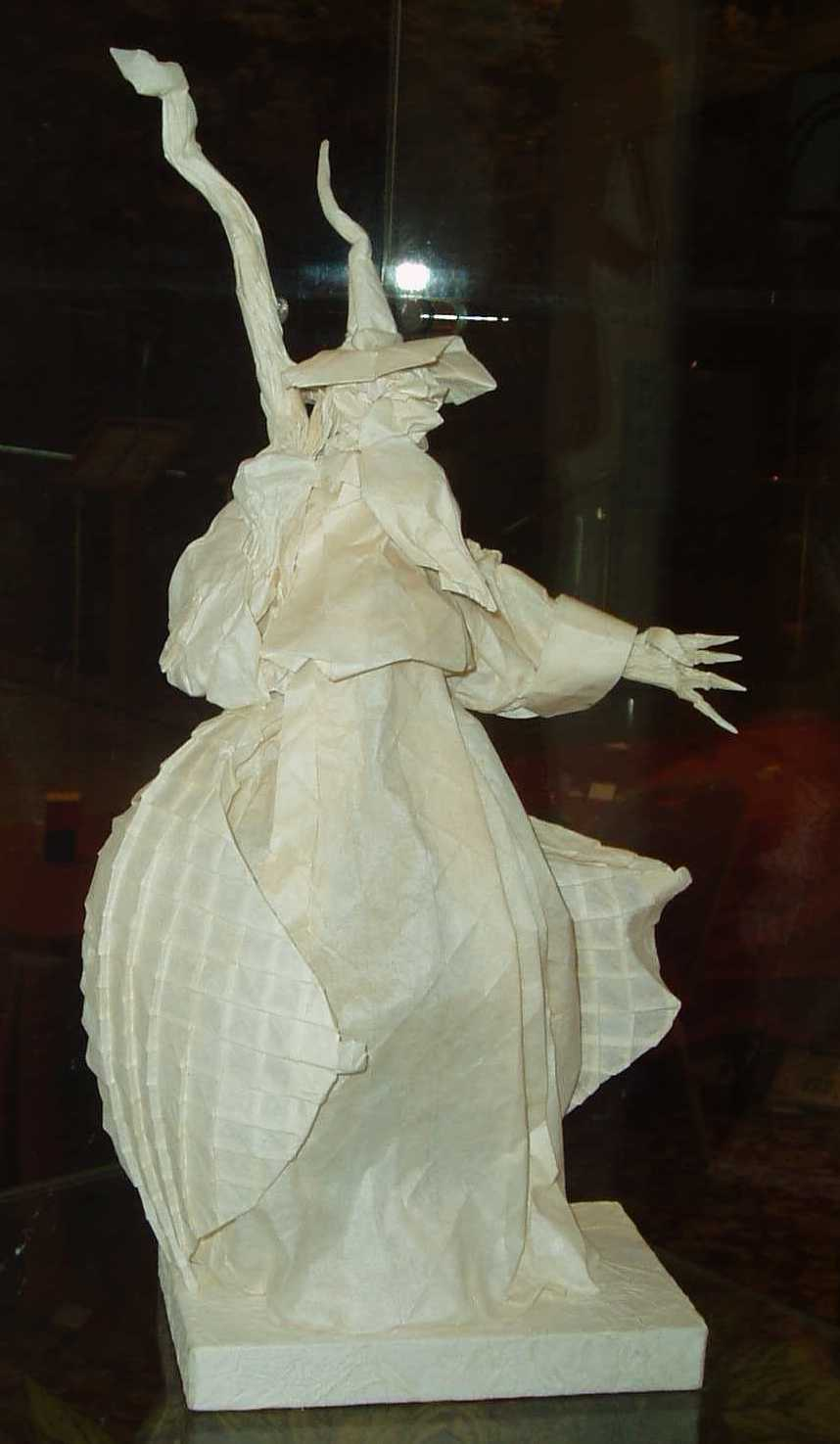
گاندالف

## مرگ
یکی از ساکنان Sannois ، Joisel در سن 53 در 10 اکتبر سال 2010، درگذشت در ارژانتوی ، از سرطان ریه . او هرگز ازدواج نکرده و فرزندی نداشته است و چهار خواهر و برادر از وی به یادگار مانده اند. 
1. 1 2 3 4  Fox, Margalit. "Eric Joisel, French Sculptor of Origami, Dies at 53", The New York Times, October 20, 2010. Accessed October 20, 2010.
2. ↑  Staff. "Eric Joisel's origami sculptures are attracting thousands of euros" بایگانی‌شده  در ۱۵ ژوئن ۲۰۱۱ توسط Wayback Machine, The Times, November 30, 2009. Accessed October 20, 2010.
3. ↑  Eric Joisel: Commedia dell'Arte بایگانی‌شده  در ۳۱ اوت ۲۰۱۶ توسط Wayback Machine, EricJoisel.com. Accessed October 20, 2010.
4. ↑  Eric Joisel: Musicians بایگانی‌شده  در ۲۰۱۶-۱۰-۱۵ توسط Wayback Machine, EricJoisel.com. Accessed October 20, 2010.

- Hommage à ric Joisel
- برای همیشه - اریک جویزل (15/11/1956 - 10/10/2010)
  - جایزه اریک جویسل 2012 : کاد چان
- دستورالعمل های ایجاد مجسمه ای از موش صحرایی
- http://www.ericjoisel.com/
- اریک جویزل در Findagrave.com
- مصاحبه در مجله انجمن اریگامی انگلیس بایگانی‌شده  در ۲۲ ژانویه ۲۰۱۷ توسط Wayback Machine